# آرتور کریستال
آرتور کریستال (انگلیسی: Arthur Krystal) جستارنویس، ویراستار، و فیلم‌نامه‌نویس اهل ایالات متحده آمریکا است. او برای نیویورکر، هارپر،  امریکن اسکولار، ضمیمۀ ادبی تایمز، بررسی کتاب نیویورک تایمز و بسیاری دیگر از نشریات نوشته‌است.

## زندگی شخصی
پدربزرگ و مادربزرگ کریستال در هولوکاست کشته شدند. او در شهر نیویورک زندگی می‌کند.

### ویراستار
- The Culture We Deserve: A Critique of Disenlightenment by Jacques Barzun
- A Company of Readers: Uncollected Writings of W. H. Auden, Jacques Barzun, and Lionel Trilling from the Reader's Subscription and Mid-Century Book Clubs

## فیلم‌نامه‌ها
- Thick as Thieves (۱۹۹۹)